# Oulad Zbaïr (kommun)
Oulad Zbair (franska: Oulad Zbair (CR), Oulad Zbair (Commune Rurale), arabiska: غياتة الغربية) är en kommun i Marocko.   Den ligger i provinsen Taza och regionen Fès-Meknès, i den nordöstra delen av landet, 240 km öster om huvudstaden Rabat. Antalet invånare är 14 740.